# 岩﨑一洋
岩﨑 一洋（いわさき かずひろ、1991年1月4日 - ）は、東京都出身の俳優、タレント。所属劇団はTheatre劇団子、所属事務所はゴールドラッシュエンターテインメント 。
主に舞台やCM、映画などで活動している。
| スタブアイコン | サブスタブ | この項目は、まだ閲覧者の調べものの参照としては役立たない、人物に関連した書きかけの項目です。この項目を加筆・訂正などしてくださる協力者を求めています（P:人物伝/PJ:人物伝）。 |